# 贵州美登木
贵州美登木（学名：Maytenus esquirolii）是卫矛科美登木属的植物，为中国的特有植物。分布在中国大陆的贵州等地，生长于海拔1,600米的地区，多生在山坡丛林中，目前尚未由人工引种栽培。

## 异名
- Gymnosporia esquirolii Levl.